# Anapleus raddei
Anapleus raddei är en skalbaggsart som först beskrevs av Edmund Reitter 1877.  Anapleus raddei ingår i släktet Anapleus och familjen stumpbaggar. Inga underarter finns listade i Catalogue of Life.